# Gaberje (Lendava, Slovenija)
Gaberje (mađarski: Gyertyános) je naselje u slovenskoj Općini Lendavi. Gaberje se nalazi u pokrajini Prekomurju i statističkoj regiji Pomurju. 

## Stanovništvo
Prema popisu stanovništva iz 2002. godine naselje je imalo 539 stanovnika.